# San Rafael – El Placer
San Rafael – El Placer est une ville de l'Uruguay située dans le département de Maldonado. Sa population est de 1 994 habitants.

## Population
| Année | Population |
| ----- | ---------- |
| 1963  | 87         |
| 1975  | 219        |
| 1985  | 491        |
| 1996  | 1 950      |
| 2004  | 1 994      |

,